# Markku Lappalainen
Markku Juha Lappalainen, né le 6 avril 1973 et de nationalité finlandaise, est l'ancien bassiste du groupe de rock américain Hoobastank, qu'il quitta en 2005 (il y fut remplacé par Josh Moreau).